# みんなのうた年度別放送楽曲一覧 (1960年代)
みんなのうた年度別放送楽曲一覧（みんなのうたねんどべつほうそうがっきょくいちらん）は, NHKの音楽番組「みんなのうた」で1960年代に放送された楽曲の年度別にリスト化したものである。過去の再放送についても本項で扱う。

## 1969年度の放送楽曲

### 1970年2月 - 3月
新曲枠
- あいつ（デューク・エイセス）
- 海を渡った鹿（東京少年少女合唱隊）
- トレロカモミロ（西六郷少年少女合唱団）
- 春を呼ぶマーチ（天地総子、杉並児童合唱団）
- ヒュルルジンジンからっ風（1970年版）（荒川少年少女合唱隊）
- ポワポワーン（高木淑子）

再放送枠
- うちのネコ　ぼくのネコ（ジュディ・オング） 1969年8月 - 9月放送

### 1969年12月 - 1970年1月
新曲枠
- あしたに賭ける数え歌（坂本九）
- イサレイ　～フィジーの別れのうた～（スリーグレイセス、東京少年少女合唱隊）
- ケルンをつもう（宍倉正信）
- パンのマーチ（ペギー葉山、東京少年少女合唱隊）
- 夕陽の笛（ひばり児童合唱団）
- 雪はのんのん～熊っ子たちの子もり歌～（ボニージャックス、荒川少年少女合唱隊）

再放送枠
- あそぼうよ（ピンキーとキラーズ）1969年6月 - 7月放送

### 1969年10月 - 11月
新曲枠
- いつでもどきどきしてるんだ（西六郷少年少女合唱団）
- 木の葉くん（坂本スミ子）
- 高山にカンカコカン（名古屋少年少女合唱団、名古屋合唱協会）
- 小さな船乗り（東京放送児童合唱団）
- ひとりぼっちの旅（はしだのりひことザ・シューベルツ）
- ラッパと少年（天地総子）

再放送枠
- トットトコ（坂本九、ひばり児童合唱団） 1969年6月 - 7月放送

### 1969年8月 - 9月
新曲枠
- うちのネコ　ぼくのネコ（ジュディ・オング）
- けんかのうた（伊東きよ子）
- 札幌の空（東京放送児童合唱団）
- だれもいない海（ザ・シャデラックス）
- みどりの牧場で（ボニージャックス、西六郷少年少女合唱団）
- 山のスケッチ（杉並児童合唱団）

再放送枠
- イナレオタ 〜さかだちのうた〜（東京少年少女合唱隊）1969年4月 - 5月放送

### 1969年6月 - 7月
新曲枠
- あそぼうよ（ピンキーとキラーズ）
- さっさか大阪（大阪放送児童合唱団）
- 針路は南（東京少年少女合唱隊）
- トットトコ（坂本九、ひばり児童合唱団）
- 星のヨーデル（牧山静江、西六郷少年少女合唱団）
- 村は麦刈り（杉並児童合唱団）

再放送枠
- ぼくらの空は四角くて（西六郷少年少女合唱団）1968年10月 - 11月放送

### 1969年4月 - 5月
新曲枠
- イナレオタ 〜さかだちのうた〜（東京少年少女合唱隊）
- えんどうの花（ひばり児童合唱団）
- 風のうた（東京放送児童合唱団）
- 44ひきのねこ（東京放送児童合唱団）
- 長崎めがね橋（倍賞千恵子、ひばりヶ丘少年少女合唱団）
- 春風のドライブ（西六郷少年少女合唱団）

再放送枠
- あだなのうた（スリーグレイセス）1968年10月 - 11月放送

## 1968年度の放送楽曲

### 1969年2月 - 3月
新曲枠
- 青い芽（杉並児童合唱団）※3月のみ
- 海見えるまで（大阪放送児童合唱団）
- 鬼のねがい（友竹正則、みすず児童合唱団）
- ついてないときの歌（中山千夏、デューク・エイセス）
- 通りゃんせ（東京少年少女合唱隊）
- るんるんるん こな雪が（東京放送児童合唱団）※2月のみ

再放送枠
- ぶたが逃げた（ブルー・コメッツ）1968年10月 - 11月放送

### 1968年12月 - 1969年1月
新曲枠
- いもうとはおなかがいたいんだ（九重佑三子）
- おかあさんの顔（ボニージャックス）
- 風の子（ひばり児童合唱団）※1月のみ
- 冬の夜（チェチリア少女合唱団）
- 約束（東京少年少女合唱隊）※12月のみ
- 雪になりたい（佐良直美）

再放送枠
- みどりいろの翼（宍倉正信、ビクター少年合唱隊）1968年4月放送

### 1968年10月 - 11月
新曲枠
- あだなのうた（スリーグレイセス）
- ずいずいずっころばし（1968年版）（ボニージャックス）
- どこかがちがう（東京放送児童合唱団）※10月のみ
- ぶたが逃げた（ブルー・コメッツ）
- ぼくらの空は四角くて（西六郷少年少女合唱団）※11月のみ
- 星の実（静岡放送児童合唱団）

再放送枠
- 勇気のうた（西六郷少年少女合唱団）1967年12月放送

### 1968年8月 - 9月
新曲枠
- この日をめざして（西六郷少年少女合唱団）
- じゃがいも（西六郷少年少女合唱団）
- 峠のわが家（1968年版）（岩崎進、東京マイスターシンガー）
- 夏休み日記（杉並児童合唱団）
- バケツの穴（熊倉一雄、東京放送児童合唱団）
- われは海の子（ひばりヶ丘少年少女合唱団）

### 1968年6月 - 7月
新曲枠
- ティンクル・ティンクル・リットルスター（横浜バプチスト教会聖歌隊）
- ひざっこぞうマーチ（西六郷少年少女合唱団）※6月のみ
- ぶんぬけた（天地総子、大阪放送児童合唱団）
- 牧場の朝（東京少年少女合唱隊）
- みんみんぜみの歌（荒木一郎、みすず児童合唱団）
- 夕日が背中を押してくる（東京放送児童合唱団）※7月のみ

再放送枠
- こびとの歌（「Snow-White and The Seven Dwarfs」から）（東京放送児童合唱団）1967年4月 - 5月放送

### 1968年4月 - 5月
新曲枠
- あんまりみどりがあかるいから（ひばり児童合唱団）※5月のみ
- 小鳥の歌（杉並児童合唱団）
- 五年生（西六郷少年少女合唱団）
- 風のくれたひみつ（スウェディッシュラプソディ）（東京放送児童合唱団）
- みどりいろの翼（宍倉正信、ビクター少年合唱隊）※4月のみ
- 山寺の和尚さん（ボニージャックス）

再放送枠
- 怪獣がやってくる（弘田三枝子、みすず児童合唱団）1967年10 月 - 11月放送

## 1967年度の放送楽曲

### 1968年2月 - 3月
新曲枠
- アマリリス（弘田三枝子、シンギングエンジェルス）
- 行列のうた（ひばり児童合唱団）※2月のみ
- たあんきぽーんき（ダークダックス）
- ラ・ゴロンドリーナ（つばめ）（1968年版）（東京放送児童合唱団）※3月のみ
- 何かいいことあるらしい（天地総子）
- パパのバイオリン（友竹正則、杉並児童合唱団）

再放送枠
- まきばのこうし（東京少年少女合唱隊）1967年8月 - 9月放送

### 1967年12月 - 1968年1月
新曲枠
- こもりうた（伊藤京子、萩野新助）
- ちんちんちどり（東京少年少女合唱隊）
- 父さんのポンチョ（ボニージャックス）
- もえあがれ雪たち（中山千夏、常盤台小学校児童合唱団）
- 勇気のうた（西六郷少年少女合唱団）※12月のみ
- モルゲンローテ（朝焼け）（杉並児童合唱団）※1月のみ

再放送枠
- こうして踊ろうよ（「ヘンゼルとグレーテル」から）（東京放送児童合唱団）1966年12月 - 1967年1月放送

### 1967年10月 - 11月
新曲枠
- えんぴつが一本（坂本九）
- 怪獣がやってくる（弘田三枝子、みすず児童合唱団）
- 元気ななかま（東京放送児童合唱団）※10月のみ
- すてきな夜（伊藤アイコ、チエチリア）
- ハイキングにでかけよう（ひばり児童合唱団）※11月のみ
- 浜辺のうた（静岡放送児童合唱団）

再放送枠
- かあさんはいそがしい（真理ヨシコ、蒲郡児童合唱団）1967年2月 - 3月放送

### 1967年8月 - 9月
新曲枠
- さわると秋がさびしがる（杉並児童合唱団）※9月のみ
- 七つの子（大阪放送児童合唱団）
- ひかるこみち（東京放送児童合唱団）※8月のみ
- まきばのこうし（東京少年少女合唱隊）
- 森の教会（西六郷少年少女合唱団）
- 四人目の王さま（坂本九）

再放送枠
- ちびっこカウボーイ（弘田三枝子、ひばり児童合唱団）1966年8月 - 9月放送

### 1967年6月 - 7月
新曲枠
- いちばん熱い心の歌（東京放送児童合唱団）※7月のみ
- 牛飼いのヨーデル（ビクター少年合唱隊）
- 美しいカハナの島（日野てる子）
- お山の大将（立川澄人、ひばりヶ丘少年少女合唱団）
- 気のいいあひる（1967年版）（ダークダックス）
- 街（伊東ゆかり、ひばり児童合唱団）※6月のみ

再放送枠
- ひなげし（ペギー葉山、大阪放送児童合唱団）1966年8月 - 9月放送

### 1967年4月 - 5月
新曲枠
- グリーン・グリーン（杉並児童合唱団）※5月のみ
- こびとの歌（「Snow-White and The Seven Dwarfs」から）（東京放送児童合唱団）
- 世界一周（西六郷少年少女合唱団）※4月のみ
- ゆりかごのうた（ボニージャックス）
- ワルツはすてき（東京放送児童合唱団）

再放送枠
- 春のロンド（楠トシエ）1963年4月 - 5月放送
- ドナドナ（岸洋子）1966年2月 - 3月放送

## 1966年度の放送楽曲

### 1967年2月 - 3月
新曲枠
- かあさんはいそがしい（真理ヨシコ、蒲郡児童合唱団）
- がちょうのおばさん（ダークダックス）
- こいぬ（伊藤アイコ）
- 花のかざぐるま －花ぬ風車（かじませ）－（ひばり児童合唱団）
- ふるさとの空は（東京放送児童合唱団）※2月のみ
- ゆかいな行進（デューク・エイセス、シンギングエンジェルス）※3月のみ

再放送枠
- ねこふんじゃった（天地総子、東京放送児童合唱団）1966年10 月 - 11月放送

### 1966年12月 - 1967年1月
新曲枠
- こうして踊ろうよ（「ヘンゼルとグレーテル」から）（東京放送児童合唱団）
- ジロマジトンド・ジロトンド（弘田三枝子、杉並児童合唱団）
- ともしび（宍倉正信、杉並児童合唱団）※1月のみ
- ねこの子もりうた（伊藤アイコ、ひばり児童合唱団）
- ぼくらの町は川っぷち（1966年版）（大阪放送児童合唱団）※12月のみ
- 雪の降るまちを（東京少年少女合唱隊）

再放送枠
- おんぼろピアノ（松尾篤興）1966年4月 - 5月放送

### 1966年10月 - 11月
新曲枠
- おしゃべりあひる（ひばり児童合唱団、東京マイスタージンガー）※11月のみ
- オリバーのマーチ（東京放送児童合唱団）※10月のみ
- カラスと柿の種（マイク真木、西六郷少年少女合唱団）
- とっくりやしの木（立川澄人）
- ねこふんじゃった（天地総子、東京放送児童合唱団）
- ママとゴーゴー（弘田三枝子、杉並児童合唱団）

再放送枠
- チムチムチェリー（友竹正則、杉並児童合唱団）1966年4月 - 5月放送

### 1966年8月 - 9月
新曲枠
- 谷間をゆけば（西六郷少年少女合唱団）
- ちびっこカウボーイ（弘田三枝子、ひばり児童合唱団）
- てんさぐの花（中村浩子、杉並児童合唱団）
- 峠のわが家（1966年版）（岩崎進）※9月のみ
- ひなげし（ペギー葉山、大阪放送児童合唱団）
- 湖のむこうに（東京放送児童合唱団）※8月のみ

再放送枠
- いいやつみつけた!（ダークダックス）1965年6月 - 7月放送

### 1966年6月 - 7月
新曲枠
- 海の底から（梓みちよ、杉並児童合唱団）※7月のみ
- おおブレネリ（東京放送児童合唱団）※6月のみ
- お化けなんてないさ（弘田三枝子）
- 五匹のかえる（天地総子、ボニージャックス）
- バラが咲いた（マイク真木、西六郷少年少女合唱団）
- ほたるこい（東京放送児童合唱団）

再放送枠
- はさみとぎ（1965年版）（友竹正則、杉並児童合唱団）1965年4月 - 5月放送

### 1966年4月 - 5月
新曲枠
- あふれる若さ（西六郷少年少女合唱団）※5月のみ
- あわて床屋（ボニージャックス）
- おんぼろピアノ（松尾篤興）
- 元気に笑え（東京放送児童合唱団）※4月のみ
- チムチムチェリー（友竹正則、杉並児童合唱団）
- 春のそよ風（岸洋子）

再放送枠
- 小さなカレンダー（東京放送児童合唱団）1965年10月 - 11月放送